# Szymon ben Gamaliel II
Szymon ben Gamaliel II (II w. n.e.) – uczony czwartego pokolenia Tannaitów, przewodniczący Sanhedrynu.
Był synem Gamaliela II; ojcem Judy ha-Nasiego. W młodości była nauczany filozofii greckiej i nauk przyrodniczych. Przetrwał oblężenie twierdzy Betar. Po przywróceniu kolegium uczonych w Piśmie w Usha został jego przewodniczącym. Podczas swojego patriarchatu zreorganizował politykę wewnętrzną, m.in. wprowadził dodatkowy urząd Hakama w Sanhedrynie, ustanowił zasadę przedkładania praw i godności żony nad prawa męża, zapewnił niewolnikom pewne prawa. Uważał, że interes wspólnoty jest ważniejsza niż interesy i prawa jednostki, zabiegał o utrzymanie autorytetu urzędników – jego zdaniem orzeczenia sądu należało utrzymać w mocy, nawet jeśli popełniono niewielki błąd (w przeciwnym razie ucierpiałaby na tym godność urzędu).